# Košice (Tábori járás)
Košice település Csehországban, a Tábori járásban. Košice Roudná, Skalice, Krátošice, Tučapy, Dlouhá Lhota, Turovec, Skopytce, Myslkovice és Planá nad Lužnicí településekkel határos. Lakosainak száma 782 fő (2024. január 1.).

## Népesség
A település lakosságának változását az alábbi diagram mutatja:
| Lakosok száma | 944  | 948  | 940  | 751  | 732  | 698  | 770  | 775  | 779  | 782  |
|               | 1869 | 1890 | 1921 | 1950 | 1980 | 2001 | 2017 | 2019 | 2022 | 2024 |